# Alain Berbouche
Alain Berbouche est un historien du droit français né le 23 janvier 1949 à Paris, spécialiste des institutions de la Marine française et des corsaires.

## Biographie
Docteur en droit, enseignant puis proviseur en lycées, Alain Berbouche devient enseignant-chercheur à la Faculté de droit et de science politique de l'université de Rennes 1 en 1992 où il enseigne l'histoire des idées politiques et des institutions publiques ; et l'histoire du droit public maritime du séminaire doctoral qu'il créa. En 1998, il est aussi membre du Comité de Documentation Historique de la Marine (Service Historique de l'Armée).
Depuis septembre  2014, il est retraité maître de conférences hors-classe honoraire des Universités. Auteur d'une cinquantaine d'articles universitaires, ses communications et publications portent essentiellement sur l'histoire de la Marine française, Saint-Malo et  la guerre de course.

## Mandats
- Conseiller municipal de Saint-Malo sous un mandat du maire René Couanau (maire de 1989 à 2014)[8]. Depuis cette époque, il a beaucoup milité pour la création d'un musée de l'histoire maritime de la cité malouinne[9],[10].

## Principaux travaux
- La Marine royale de la France à la fin de l’Ancien Régime. De la paix de Versailles en 1783 à la Révolution de 1789. Thèse de doctorat d’État en droit dirigée par le professeur Robert Villers, soutenue le mardi 18 mars 1980 à l'Université juridique du Panthéon-Paris 2 (mention très Honorable). Lille : A.N.R.T., 1984. (BNF 36105255)
- La Justice militaire maritime de la France à la fin de l'Ancien Régime, d'après la correspondance du marquis de Castries (de 1780 à 1787), Centre de Recherches Historiques de l'Université Rennes 1, 1993, Service Historique de la Marine Vincennes, 1994.
- Marine et Justice : la justice criminelle de la Marine française sous l'Ancien Régime, Presses universitaires de Rennes, collection "Histoire", 2010, 283 p.  (ISBN 978-2-7535-1094-4)[11],[12],[13], [14]
- Le Pouvoir et la foi au Moyen Âge en Bretagne et dans l’Europe de l’Ouest. Hommage au professeur Hubert Guillotel (dir. Joëlle Quaghebeur et Sylvain Soleil), La Seigneurie ecclésiastique de Saint-Malo à la fin de l’Ancien Régime, Rennes, Presses Universitaires de Rennes, coll. « Histoire », 2010, p. 609-613.  (ISBN 978-2-7535-1090-6).
- Pirates, flibustiers & corsaires de René Duguay-Trouin à Robert Surcouf : le droit et les réalités de la guerre de Course, Saint-Malo, Pascal Galodé, 2010, 318 p.  (ISBN 978-2-35593-090-4). Rééd. le Grand Livre du Mois, 2012, 316 p.  (ISBN 978-2-286-08836-1). Rééd. Pascal Galodé, 2014, 318 p.  (ISBN 978-2-35593-304-2)[15].
- L'Histoire de la Royale (Tome I) : Du Moyen Âge au règne de Louis XIV, Saint-Malo, Pascal Galodé, 2011, 401 p.  (ISBN 978-2-35593-141-3)
- L'Histoire de la Royale (Tome II) : La Marine française et la politique au Siècle des Lumières (1715-1789), Saint-Malo, Pascal Galodé, 2012, 695 p.  (ISBN 978-2-35593-206-9)[16].
- L’Amirauté de Bretagne, des origines à la fin du XVIIIe siècle. Présentation de la thèse de Joachim Darsel L’Amirauté de Bretagne des origines à la Révolution (dir. Gérard Le Bouëdec), Le fonctionnement des amirautés bretonnes au XVIIIe siècle. Introduction, Presses Universitaires de Rennes, 2012[17].
- Robert Surcouf : le Roi des corsaires malouins, Saint-Malo, Grand West Éditions, 2013, 30 p. illustrées.
- Notice "Duguay-Troüin", Dictionnaire des corsaires et pirates, Éditions du CNRS, 2013, p. 243-249.
- Saint-Malo port de guerre : de la guerre de course à la course au large, Saint-Malo, Ancre de Marine, 2016, 402 p.  (ISBN 978-2-84141-364-5) et (ISBN 978-2-84141-423-9)
- Les Corsaires de Saint-Malo : de Duguay-Trouin à Surcouf, Rennes, Ouest-France, coll. "Histoire", 2018, 48 p. illustrées (ISBN 978-2-7373-7727-3)

- Participation au film La Buse, l’or maudit des Pirates, documentaire-fiction historique écrit et réalisé par William Cally coproduit par Kapali Studios et France Télévisions, France 3, 2019[18].

## Distinction
- Chevalier des Palmes académiques au titre de sa fonction de proviseur de lycées (décret ministériel du 27 juillet 1995). [réf. nécessaire].